# Ralph Lauren (modeontwerper)

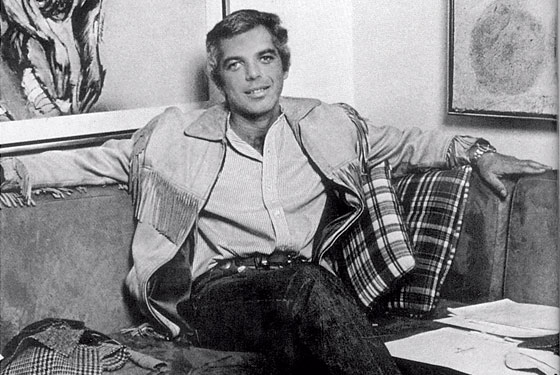
Ralph Lauren

Ralph Lauren, geboren als Ralph Lifshitz (New York, 14 oktober 1939), is een Amerikaanse modeontwerper, die vooral bekend is door zijn merk ‘Polo by Ralph Lauren’.
Lauren studeerde economie aan het City College in Manhattan, maar gaf zijn studie kort voor het ontvangen van het diploma op. Ondertussen, tijdens zijn studie, werkte Ralph als handschoenverkoper, en later voor een dassenfabrikant, genaamd A. Rivetz & Co. Dat inspireerde hem om zijn eigen dassen te gaan ontwerpen, wat het begin van zijn modecarrière zou worden. 

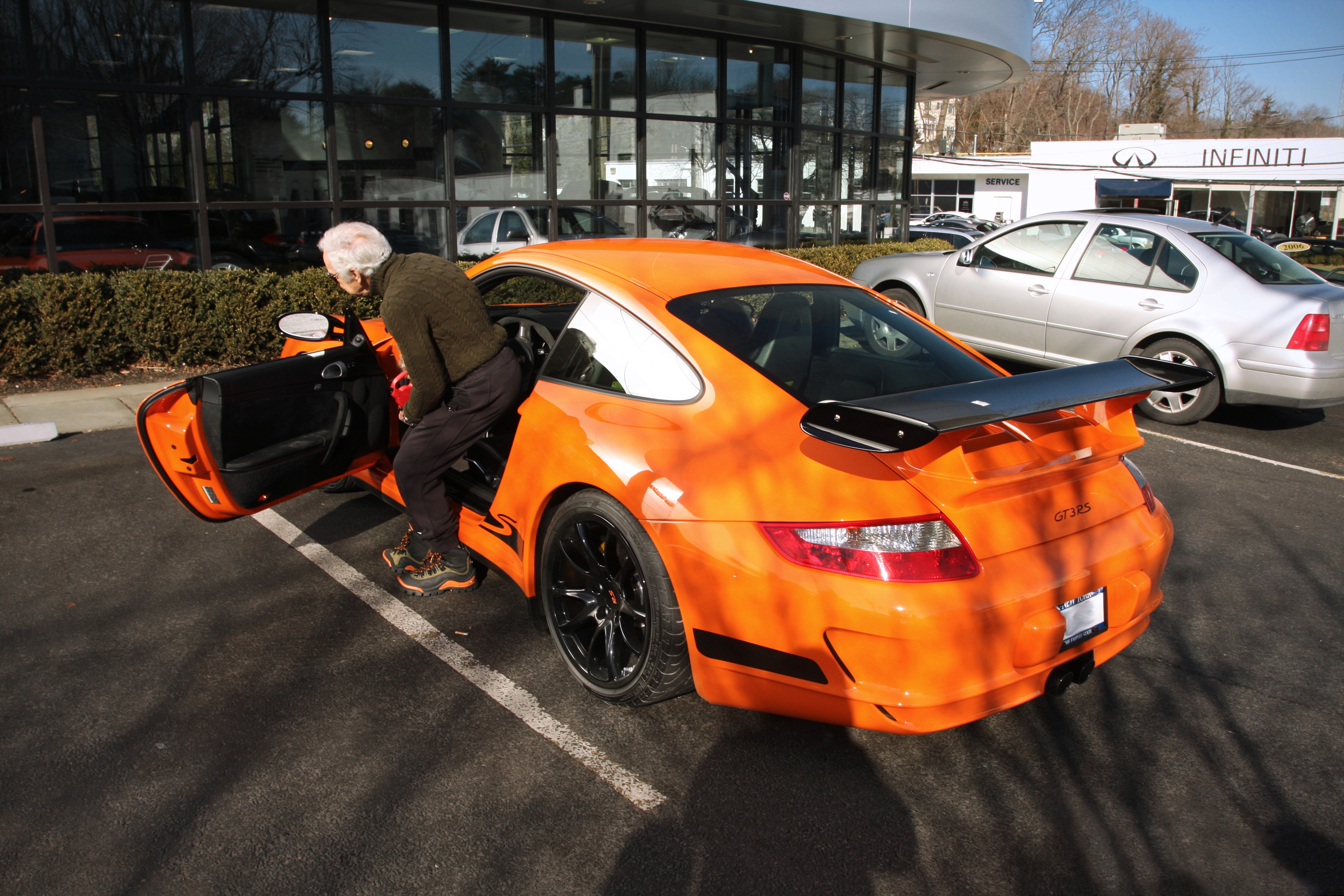
Ralph Lauren met zijn Porsche GT3 RS (2010)

In 1967 opende hij zijn eerste dassenwinkel. Vervolgens kwam zijn eerste volledige mannencollectie uit in 1968, en in 1971 introduceerde Ralph zijn vrouwenlijn. 
Lauren richt zich niet alleen meer op mode; via zijn Polo Ralph Lauren Corporation brengt hij ook interieurspullen, verf, meubels op de markt en heeft hij een eigen restaurant in Chicago en New York.
Rond het jaar 1997 verkocht Lauren voor meer dan $ 5 miljard per jaar, had 155 winkels wereldwijd, met meer dan 3000 werknemers. Het vermogen van Lauren wordt op $ 6 miljard geschat.